# Juan Ramón Urien
Pedro Juan Ramón Urien Basavilbaso (Buenos Aires, 31 de diciembre de 1769 - 31 de enero de 1842) fue un coronel que luchó en el Combate de Cotagaita.

## Biografía
Nació el 31 de diciembre de 1769 en Buenos Aires, Argentina. En 1810 Juan Urien estuvo a mando del combate de Cotagaita, y se hirió levemente la mano derecha, huyó en pleno combate y fue separado del mano posteriormente. 
No se sabe mucho sobre Juan Urien. Falleció el 31 de enero de 1842.
Actualmente una calle de la Ciudad de Buenos Aires, en el barrio de Liniers, con numeración entre 7200 y 7300, lleva su nombre.